# Phú Nam An
Phú Nam An là một xã thuộc huyện Chương Mỹ, thành phố Hà Nội, Việt Nam.
Xã có diện tích 3,37 km², dân số năm 1999 là 3.657 người, mật độ dân số đạt 1.085 người/km².